# Ralf Schmitz
Vous pouvez aider à l'améliorer ou bien discuter des problèmes sur sa page de discussion.
- Son texte doit être wikifié : il ne correspond pas à la mise en forme Wikipédia (style, typographie, liens internes, liens entre les wikis, etc.). (Marqué depuis avril 2023)
- La traduction doit être revue. Le contenu est difficilement compréhensible à cause d’erreurs de traduction, peut-être dues à l’utilisation d’un logiciel de traduction automatique. (Marqué depuis avril 2023)

Ralph Maria Schmitz (né le 3 novembre 1974 à Leverkusen en Rhénanie-du-Nord-Westphalie) est un comédien, musicien, présentateur, acteur, doubleur et auteur allemand.
Schmitz a participé à diverses représentations théâtrales lorsqu'il étudiait au lycée Landrat-Lucas-Gymnasium de Leverkusen-Opladen. Après l'obtention de l'Abitur et le service civil, il prend des cours de comédie, danse classique et de chant.
Ralf Schmitz a été membre de la troupe de théâtre d'improvisation Die Springmaus ("la souris sauteuse") à Bonn pendant quatre ans. En 2003, il a été élu "Nouveau venu de l'année" au German Comedy Award pour son rôle dans Die Dreisten Drei et a été nommé pour la Rose d'Or et le German Television Award . En 2005, Schmitz a de nouveau été nommé pour le German Comedy Award, cette fois dans la catégorie "Meilleur comédien allemand" mais sans en obtenir le prix. Il a cependant été le grand lauréat dans la catégorie "Meilleur show allemand d'improvisation" avec Schillerstraße (une émission hebdomadaire de télévision). La même année, il part en tournée à travers l'Allemagne avec son premier programme solo Schmitz komm raus et la poursuit l'année suivante. Le programme est sorti en avril 2006 sur le live DVD Ralf Schmitz Live!, qui a été enregistré au Theater am Tanzbrunnen à Cologne.
Dans les comédies cinématographiques d'Otto Waalkes 7 Zwerge - Männer allein im Wald et 7 Zwerge - Der Wakd ist nicht genug, sortis au cinéma respectivement en 2004 et 2006, Schmitz a joué le nain Sunny. Début 2006, la chaîne de télévision Sat.1 a diffusé une émission qui portant le nom de l'acteur, dans laquelle il a présenté des parties de son programme scénique et divers sketches. En décembre 2007, une "version pop" du générique de la série animée Shaun the Sheep (sortie le 21 avril 2007) est parue, dont l'interprète est Ralf Schmitz.
Ralf Schmitz travaille entre autres comme doubleur et fait partie de la distribution régulière de la série Schillerstraße de la chaîne Sat.1 depuis 2004 . Il était également occasionnellement sur le quiz télévisé Genial daneben – Die Comedy Arena. De février 2007 à décembre 2008, il part en tournée en Allemagne avec son deuxième programme solo Schmitt . Le 27 mars 2009 a été publié le live DVD Ralf Schmitz – Malicieux, qui comprend l'intégralité de son programme. De décembre 2008 à janvier 2009, il a animé l'émission de karaoké Jukebox-Helden sur la chaîne de radio du Nord de l'Allemagne NDR.
À partir de mai 2009, la troisième tournée a pris le titre Schmitzophren - Si vous avez beaucoup à dire, vous devez parler plus vite. De 2009 à 2010, Schmitz a présenté sa propre émission Schmitz in the City aux heures où l'audience est la plus importante toujours sur la chaîne Sat.1. De mars 2012 à 2014, il était en tournée avec son quatrième programme Schmitzpiepe en Allemagne. Son cinquième programme s'appelait Aus demhäuschen jusqu'en mai 2016. D'octobre 2016 à mai 2018, son programme solo s'appelait Schmitzenklasse . D'octobre 2018 à début 2020, il était en tournée avec son septième programme Schmitzeljagd . Son programme en direct s'appelle Schmitzefrei depuis 2022.
Schmitz a animé le format de rencontres Take Me Out sur la chaîne de télévision allemande RTL de début 2013 à 2021. De plus, en 2018, Schmitz a présenté deux éditions du jeu télévisé Le patron paie l'addition . En 2014, quatre épisodes ont été pris afin d'en diffuser une émission comique d'improvisation intitulée HotelHome: Please Disturb!, produite sur RTL. Schmitz y a pris le rôle d'un propriétaire d'hôtel. De 2018 à 2020, Hotel Verschmitzt – Auf die Ohren, fertig, los! en a été un format similaire lui succédant. De plus, le sketch humoristique Schmitz &amp; Family a été diffusé dans la même période. Dans celui-ci, Ralf Schmitz a traité des « domaines les plus divers de la vie de famille ».
En septembre 2020, il a été annoncé que Ralf Schmitz quitterait RTL au début de l'année 2021 et reviendrait sur la chaîne Sat.1. Néanmoins, au printemps 2021, il présentait une ultime saison de Take Me Out, précédemment enregistrée à l'été 2020. Depuis l'automne 2021, il présente trois nouvelles émissions sur Sat.1 : l'émission d'improvisation humoristique Halbpension mit Schmitz et les émissions de "Dating" Paar Love et Voll shot.

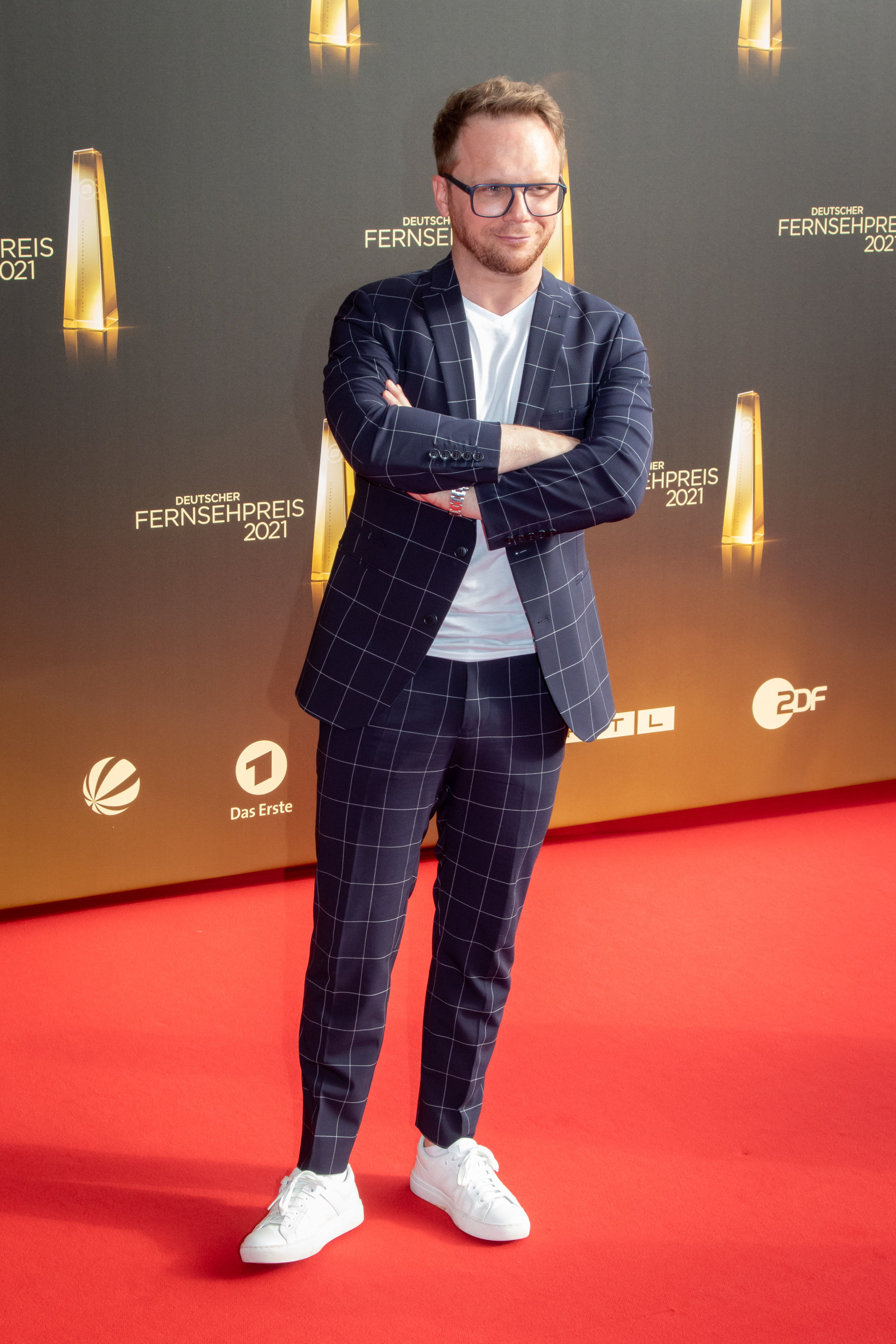
Ralph Schmitz (2021)

## Télévision
- 2003–2011, 2017–2021 : Genial daneben (Gast)
- 2004–2006 : Schillerstraße
- 2002–2005 : Die Dreisten Drei
- 2005 : Sag die Wahrheit
- 2005 : Sarah Kuttner – Die Show
- 2006 : Schmitz komm raus
- 2006–2008 : Frag doch mal die Maus
- 2006 : Zimmer frei!
- depuis 2006 : Ralf Schmitz live
- 2007 : Eine große Nachtmusik
- 2007 : Löwenzahn
- 2007 : Die Sendung mit der Maus
- 2007/2008 : Ein Herz für Kinder
- 2008 : Kicken für Kinder
- 2008 : Inas Nacht
- 2008 : Happy Otto!
- 2008 : Lachen mit Otto Waalkes – Der Ostfriesische Götterbote wird 60
- 2008 : Jukebox Helden
- 2009 : Schmitz in the City
- 2010 : Bei Kerner
- 2012 : Zimmer frei!
- 2013–2021 : Take Me Out (Moderator)
- 2013 : 5 gegen Jauch
- 2013 : Dinner op Kölsch
- 2013 : 50 Jahre Dinner for One
- 2014 : Hotel Zuhause: Bitte stören!
- 2016 : Wer wird Millionär? Prominentenspezial
- depuis  2016 : Wer weiß denn sowas?
- 2017 : Die Bülent Ceylan Show
- 2018 : Der Chef bekommt die Quittung
- 2018–2020 : Hotel Verschmitzt
- 2019–2020 : Schmitz & Family
- 2019 : Bielendorfer!
- 2020 : 2020 – Das Quiz
- depuis 2021 : Paar Love (2021 Paar Wars) (Moderator)
- depuis  2021 : Halbpension mit Schmitz
- depuis  2021 : Voll verschossen mit Ralf Schmitz (Moderator)
- 2022 : The Masked Singer (Gastjuror)
- depuis  2023 : Rate my Date (Moderator)

## Films
- 2004 : 7 Zwerge – Männer allein im Wald
- 2005 : Urmel aus dem Eis
- 2006 : 7 Zwerge – Der Wald ist nicht genug
- 2007 : Shaun das Schaf (Video-Clip)

## Doublage
- 2005 : Plume et l'Île mystérieuse – Die geheimnisvolle Insel (Synchronisation Pepe)
- 2006 : Nos voisins, les hommes (Synchronisation Hammy)
- 2006 : Oh, wie schön ist Panama (Sprecherrolle Kobold Schnuddel)
- 2008 : Kung Fu Panda (Synchronisation Meister Crane)
- 2010 : Konferenz der Tiere (Synchronisation Billy)
- 2011 : Kung Fu Panda 2 (Synchronisation Meister Crane)
- 2014 : La belle au bois dormant et les 7 nains (Sprechrolle Sunny)
- 2016 : Kung Fu Panda 3 (Synchronisation Meister Crane)
- 2016 : Angry Birds, le film (Synchronisation Leonard)
- 2016 : Mullewapp – Eine schöne Schweinerei (Synchronisation Johnny Mauser)
- 2019 : Angry Birds 2 (Synchronisation Leonard)
- 2019 : Klaus (Synchronisation Jesper Johansen)
- 2019 : Playmobil, le film (Synchronisation Kaiser Maximus)

## Publications

### Albums vidéo
- 2006 : Schmitz komm raus
- 2008 : Verschmitzt

### Livres
- Les chats de Schmitz- Les chiens ont des maîtres, les chats ont du personnel . S. Fischer Verlag, Francfort 2008,  (ISBN 3-596-17978-5) (le titre a également été publié sous forme de livre audio par Argon Verlag)[2]
- Maman de Schmitz : Les autres ont des problèmes, moi j'ai une famille . S. Fischer Verlag, Francfort 2011,  (ISBN 3-596-19110-6) (le titre a également été publié sous forme de livre audio par Argon Verlag
- La petite maison de Schmitz : Si vous avez des artisans, vous n'avez plus besoin d'ennemis . Bastei Lübbe, septembre 2014,  (ISBN 3-404-60806-2) .

## Distinctions
- 2003 : Prix de la comédie allemande en tant que "Meilleur nouveau venu"
- 2005 : 1LIVE Krone comme "Meilleur comédien"
- divers prix avec 7 Zwerge und Schillerstraße
- 2008 : Lauréat du Berlinpreis au grand festival de cabaret du théâtre berlinois Die Wühlmäuse
- 2015 : Lauréat du prix du conférencier d'animation allemand au Festival international du film d'animation de Stuttgart pour Der 7bte Zwerg